# Biebelried
Biebelried er en kommune i Landkreis Kitzingen i Regierungsbezirk Unterfranken, i den tyske delstat Bayern. Den er en del af Verwaltungsgemeinschaft Kitzingen.

## Geografi
Biebelried ligger i Region Kitzingen.
I kommunen er der ud over Biebelried, landsbyerne Kaltensondheim og Westheim.

## Religion
Biebelried er overvejende katolsk præget, Westheim evangelisk og Kaltensondheim halvt katolsk og halvt evangelisk.